# Stone Cold – Kalt wie Stein
Stone Cold – Kalt wie Stein ist ein US-amerikanischer Actionfilm aus dem Jahr 1991. In der Hauptrolle ist der ehemalige Footballspieler Brian Bosworth zu sehen.

## Handlung
Drei bewaffnete Männer überfallen einen Supermarkt und nehmen ein Mädchen als Geisel. Ein großer Mann in einem Ledermantel betritt den Supermarkt und setzt alle drei der Männer außer Gefecht. Als die Polizei eintrifft, erfährt man, dass der Mann Joe Huff heißt und ein suspendierter Polizist ist. Er hat aus Eigeninitiative die drei Verbrecher zur Strecke gebracht.
Ein paar Tage später bekommt Joe Huff von zwei FBI-Agenten einen Besuch abgestattet. Das FBI will ihn in die Rockergang, genannt „die Bruderschaft“ (engl. „The Brotherhood“), von Chains Cooper einschleusen. Die Gang ist in Drogengeschäfte, Prostitution, Schutzgelderpressung und in Morde verwickelt. Huff kommt als einziger für diesen Auftrag in Frage, weil er kein Problem damit hat die Grenzen der Legalität zu überschreiten. Huff nimmt den Namen John Stone an und sucht den Kontakt zur Bruderschaft. Kurz darauf steht er einem Gangmitglied von Chains in einer Schlägerei zur Seite und kann sich so Sympathie verschaffen. Aus Dankbarkeit wird er zu einem Rockertreffen der Bruderschaft eingeladen. Dort trifft er zum ersten Mal auf Chains und seine jüngere Freundin.
Als Huff Zutritt zum Stützpunkt der Bruderschaft bekommt, schenkt er Chains eine kugelsichere Weste vom FBI und behauptet, diese sei aus Regierungsbeständen. Damit Huff endgültig das Vertrauen von Chains und seinen Leuten gewinnt, muss er einen Drogendealer aus Bolivien ermorden. Mit Hilfe des FBI täuscht er den Tod des Mannes vor und schafft es, sich das Vertrauen von Chains zu sichern. Huff fängt eine Beziehung mit Chains Freundin Nancy an, was dieser stillschweigend duldet. Jedoch wird er von Chains rechter Hand Ice mit Misstrauen beobachtet. Ice erwischt Huff, als dieser mit einem seiner Auftraggebern eine Unterhaltung führt. Bei der darauf folgenden Verfolgungsjagd kommt Ice zu Tode, nachdem Huff ihn in den Gegenverkehr stößt.
Huff will mit Hilfe des FBI einen Drogendeal mit der Mafia und der Bruderschaft aushandeln, um somit die Mafia und die Bruderschaft zu verhaften. Als der Deal schiefläuft, zerstört Huff die Drogenlieferung von Chains. Außerdem erfährt Nancy, dass Huff ein Polizist ist. Chains findet später heraus, dass Huff ihn betrogen hat. Der Drogendealer, den Huff ermorden sollte, wurde wieder auf freien Fuß gesetzt und hat sich mit Chains in Verbindung gesetzt. Außerdem lässt Chains andeuten, dass Huff von Nancy verraten wurde. Chains tötet den Drogendealer und danach Nancy vor Huffs Augen. Huff selbst verschont er vorerst, damit dieser den eigentlichen Plan von Chains miterlebt. Chains will ein Mitglied der Bruderschaft aus dem Gericht befreien. Nachdem dieses Mitglied einen Pfarrer ermordet hat, soll ihm vor Gericht der Prozess gemacht werden.
Chains Leute überfallen die vor dem Gericht anwesenden Polizisten und stürmen das Gerichtsgebäude, während Chains selbst als Pfarrer verkleidet im Gerichtssaal sitzt. Huff sitzt in der Zeit gefesselt in einem Hubschrauber, der zur Flucht gedacht ist. Es gelingt ihm, sich zu befreien und einem Rocker eine Ladung Dynamit in die Jacke zu stecken und diesen aus dem Hubschrauber zu treten. Huff springt durch das Glasdach des Gebäudes und schnappt sich ein Maschinengewehr und ein Motorrad. Auf dem Weg zu Chains erschießt er jeden Rocker, der ihm in die Quere kommt. Als Chains ihn mit einer Waffe bedroht, kann er diesen überwältigen. Er tötet Chains jedoch nicht, sondern überlässt ihn der anrückenden Polizei. Als Chains überraschend eine Waffe zieht und im Begriff ist Huff zu erschießen, wird er selbst von einem der beiden FBI-Agenten erschossen. Huff verlässt blutverschmiert das Gerichtsgebäude und die davorstehende Menschenmenge schaut ihm entsetzt hinterher.

## Rezeption
„Brutaler Action-Film, dessen Held jedes Mittel recht ist, um seine Ziele zu erreichen. Ein zynisches, menschenverachtendes Spiel, das eine ‚Law and Order‘-Mentalität verbreitet.“

## Trivia
- Es ist der erste Film mit Brian Bosworth, nachdem er seine Karriere als Footballspieler beendet hatte. Bosworth war für seine Rolle für die Goldene Himbeere als „schlechtester Newcomer“ nominiert.[3]
- Der Film hatte ein Budget von ca. 25 Mio. US-Dollar.[4] Er spielte weltweit nur rund 9,2 Mio. US-Dollar ein.[5]
- Die Brille mit den blauen Gläsern, die Huff im Film trug, gab es als Beigabe zu einigen Videokassetten als Merchandisingartikel.
- Der Film wurde von Michael Douglas mitproduziert.
- Der Film war von 1992 bis 2016 indiziert. Eine Neuprüfung der FSK ergab eine Freigabe ab 16 Jahren.[6]